# Thismia
Lanterne de fée
Genre
Synonymes
Selon GBIF (26 mars 2023) :
- Bagnisia Becc.
- Glaziocharis Taub.
- Glaziocharis Taub. ex Warm.
- Mamorea de la Sota
- Myostoma Miers
- Ophiomeris Miers
- Rodwaya F.Muell.
- Sarcosiphon Blume
- Scaphiophora Schltr.
- Tribrachys Champ. ex Thwaites
- Triscyphus Taub.
- Triurocodon Schltr.

Thismia est un genre de plantes mycohétérotrophes de la famille des Burmanniacées et dont l'espèce type est Thismia brunonis. Ce genre compte environ 96 espèces communément appelées lanternes de fée, réparties dans les régions subtropicales d'Asie, d'Australie, de Nouvelle-Guinée, de Nouvelle-Zélande et d'Amérique.

## Caractéristiques
Ces plantes, semi-enterrées, sont constituées d'un tubercule dont les racines rejoignent des champignons mycorhiziens arbusculaires, d'une tige, d'une fleur complète (un tube floral constitué de six tépales et fermé par un orifice central millimétrique, un ovaire portant un stigmate globuleux sur un style très court, et des étamines aplaties), et de très petites feuilles blanches à la base de la fleur, vestigiales.

## Écologie
Les champignons mycorhiziens étant en symbiose avec des arbres, les lanternes de fée détournent les produits de la photosynthèse de l'arbre via le champignon. La pollinisation est assurée, au moins chez T. abei, par un moucheron des champignons (Bradysia atracornea).

## Liste d'espèces
Selon GBIF (26 mars 2023) le genre comporte entre autres les espèces suivantes :
- Thismia abei (Akasawa) Hatus. - île de Shikoku (Japon)
- Thismia acuminata Hrones, Dancák & Sochor
- Thismia alba Holttum ex Jonker
- † Thismia americana N.Pfeiff.[5] - Lac Calumet dans l'Illinois aux USA éteinte[6]
- Thismia angustimitra Chantanaorr.[7] - Thaïlande
- Thismia annamensis K.Larsen & Aver. - Vietnam
- Thismia appendiculata Schltr.
- Thismia arachnites Ridl. - Malaisie
- Thismia aseroe Becc. - Singapour
- Thismia aurantiaca Hareesh & M.Sabu
- Thismia belumensis Siti-Munirah & Suhaimi-Miloko, 2021
- Thismia betung-kerihunensis Tsukaya & H.Okada - Kalimantan
- Thismia bifida M.Hotta -  Sarawak
- Thismia bokorensis Suetsugu & Tsukaya
- Thismia breviappendiculata Nob.Tanaka
- Thismia brunneomitra Hrones, Kobrlová & Dancák
- Thismia brunneomitroides Suetsugu & Tsukaya
- Thismia brunonis Griff. -  Myanmar
- Thismia bryndonii Tsukaya, Suetsugu & Suleiman
- † Thismia caudata Maas & H.Maas -  Brésil éteinte
- Thismia chrysops Ridl. -  Malaisie
- Thismia clandestina (Blume) Miq.[7] - Java
- Thismia clandestina F.Muell.
- Thismia clavarioides K.R.Thiele[8] - Nouvelle-Galles du Sud
- Thismia claviformis Chantanaorr. & J.Wai
- Thismia cordata D.F.Silva & J.M.A.Braga
- Thismia cornuta Hrones, Sochor & Dancák
- Thismia crocea (Becc.) J.J.Sm.[7] - Nouvelle-Guinée
- Thismia domei Siti-Munirah
- Thismia episcopalis (Becc.) F.Muell.[7] - Bornéo
- Thismia espirito-santensis Brade -  Espírito Santo au Brésil
- Thismia filiformis Chantanaorr. - Thaïlande
- Thismia fumida Ridl. -  Selangor, Singapour
- † Thismia fungiformis (Taub. ex Warm.) Maas & H.Maas - Brésil éteinte
- Thismia gardneriana Hook.f. ex Thwaites - Sri Lanka
- Thismia gigantea (Jonker) Hrone
- Thismia glaziouvii Poulsen -  Rio de Janeiro au Brésil
- Thismia glaziovii Poulsen
- Thismia gongshanensis Hong Qing Li & Y.K.Bi
- Thismia goodii Kiew - Sabah
- Thismia grandiflora Ridl. - Johor en Malaisie
- Thismia hawkesii W.E.Cooper
- Thismia hexagona Dancák, Hrone, Kobrlová & Sochor, 2013[9]
  - Thismia hexagona var. grandiflora  Tsukaya, Suleiman & H.Okada
  - Thismia hexagona var. hexagona
- Thismia hongkongensis (en) Mar & R.M.K.Saunders[10] - Hong Kong
- Thismia huangii P.Y.Jiang & T.H.Hsieh - Taiwan
- Thismia hyalina (Miers) Benth. & Hook.f. ex F.Muell. - Pérou, Brésil
- Thismia iguassuensis (Miers) Warm. - Rio de Janeiro au Brésil
- Thismia inconspicua Sochor & Dancák
- Thismia janeirensis Warm. - Rio de Janeiro + Minas Gerais au Brésil
- Thismia javanica J.J.Sm. -  Thaïlande, Vietnam, Java, Sumatra
- Thismia kelabitiana Dancák, Hrones & Sochor
- Thismia kelantanensis Siti-Munirah
- Thismia kinabaluensis T.Nishioka & Suetsugu
- Thismia kobensis (en) Suetsugu
- Thismia labiata J.J.Sm. - Sumatra
- Thismia laevis Sochor, Dancák & Hrones
- Thismia lanternata W.E.Cooper
- Thismia latiffiana Siti-Munirah & Dome, 2022
- Thismia lauriana Jarvie - Kalimantan
- Thismia limkokthayi Siti-Munirah & E.Chan, 2022
- Thismia luetzelburgii Goebel & Suess. - Costa Rica, Panama, Espirito Santo au Brésil
- Thismia macahensis (Miers) F.Muell. - Rio de Janeiro au Brésil
- Thismia malayana  Siti -Munirah, Hardy-Adrian, Mohamad-Shafiq & Irwan-Syah[11] - Malaisie péninsulaire
- Thismia mantiqueirensis Engels & E.C.Smidt
- Thismia megalongensis C.A.Hunt, G.Steenbee. & V.Merckx[12] - Nouvelle-Galles du Sud (Australie)
- Thismia melanomitra (en) Maas & H.Maas - Équateur
- Thismia mirabilis K.Larsen - Thaïlande
- Thismia mucronata Nuraliev
- Thismia mullerensis Tsukaya & H.Okada[13] - Kalimantan
- Thismia neptunis Becc. - Sarawak
- Thismia nigra Dancák, Hrones & Sochor
- Thismia nigricans Chantanaorr. & Sridith
- Thismia nigricoronata Kumar & S.W.Gale
- Thismia okhaensis Luu, Tich, G.Tran & Dinh
- Thismia ophiuris Becc. - Bornéo
- Thismia pallida Hrones, Dancák & Rejzek
- Thismia panamensis (Standl.) Jonker -  du Costa Rica à la Bolivie
- Thismia petasiformis D.F.Silva & J.M.A.Braga
- Thismia prataensis Mancinelli, C.T.Blum & E.C.Smidt
- Thismia puberula Nuraliev
- Thismia racemosa Ridl. - Pahang en Malaisie
- Thismia ribeiroi Engels, D.Ferreira-da-Silva & Soares-Lopes
- Thismia rodwayi F.Muell. Fairy Lanterns[8] - New South Wales, Tasmanie, Victoria, New Zealand North Island
- Thismia sahyadrica Sujanapal, Robi & Dantas
- Thismia saulensis H.Maas & Maas[14] - Guyane
- Thismia singeri (de la Sota) Maas & H.Maas - Beni en Bolivie
- Thismia sitimeriamiae Siti-Munirah, Dome & Thorogood, 2021
- Thismia submucronata Chantanaorr., Tetsana & Tripetch
- Thismia sumatrana Suetsugu & Tsukaya
- Thismia taiwanensis Sheng Z.Yang, R.M.K.Saunders & C.J.Hsu[15] - Gaoxiong in Taiwan
- Thismia tectipora Cowie
- Thismia tentaculata K.Larsen & Aver. - Hong Kong, Vietnam
- Thismia terengganuensis Siti-Munirah
- Thismia thaithongiana Chantanaorr. & Suddee
- Thismia tuberculata Hatus. - Kyushu au Japon
- Thismia viridistriata Sochor, Hrones & Dancák
- Thismia yorkensis Cribb[8] - North Queensland